# Sigmocheir calaveres
Sigmocheir calaveres är en mångfotingart som beskrevs av Chamberlin 1951. Sigmocheir calaveres ingår i släktet Sigmocheir och familjen Xystodesmidae. Inga underarter finns listade i Catalogue of Life.